# Svart dödgrävare
Svart dödgrävare (Nicrophorus humator) är en skalbaggsart som först beskrevs av Johann Gottlieb Gleditsch 1767. Den ingår i släktet dödgrävare och familjen asbaggar. Inga underarter finns listade i Catalogue of Life.

## Beskrivning
Den svarta dödgrävaren är, som det svenska trivialnamnet antyder, en nästan helsvart skalbagge. På huvudet är spetsarna på antennklubborna och clypeus dock röda, samt täckvingarnas sidokanter är rödbruna till bruna. Täckvingarna kan också ha ett fåtal röda prickar, men det är mycket ovanligt. Ögonen är stora och utstående, och täckvingarna är bredare baktill. Kroppslängden är 18 till 27 mm.

## Utbredning
Arten finns i stora delar av Europa med undantag av Island, Färöarna, öarna i Norra Ishavet samt flera av Medelhavsöarna som Korsika, Sardinien, öarna i Grekiska övärlden och Kreta, delar av Balkan samt Belarus. Österut når den till Tatarstan i Ryssland, Turkiet och västra Mellanöstern.
I Sverige finns arten i hela Götaland, men är bara venlig längst i söder. Den är dock klassificerad som livskraftig ("LC") i den svenska rödlistan. I Finland är den mycket ovanlig, endast 7 fynd har gjorts, alla längst i sydväst, i Egentliga Finland och Nyland. I den finska rödlistan är den inte längre bedömd (2000 var den rödlistad som nära hotad, "NT").

## Ekologi
Som alla dödgrävare förekommer arten på kadaver av ryggradsdjur, som de ställer i ordning som mat åt sina larver. Oftast hjälps flera individer åt att gräva ner kadavret. Sedan brukar djuren slåss inbördes tills bara en individ av varje kön finns kvar, vilka därpå parar sig. Under de första dagarna efter äggen har kläckts matar honan larverna, som är för svaga för att äta själv. Därefter matar honan sin avkomma efter varje hudömsning, då käkarna åter är för svaga för att larverna skall kunna äta av födan. Först efter tredje hudömsningen är larverna tillräckligt starka för att kunna äta själva hela tiden. Goda år kan arten få två generationer. De vuxna individerna lever inte av kadavren, utan jagar larver av flugor och andra insekter. De kan även fånga dessa på andra substrat, som bland annat rutten svamp.

## Bildgalleri

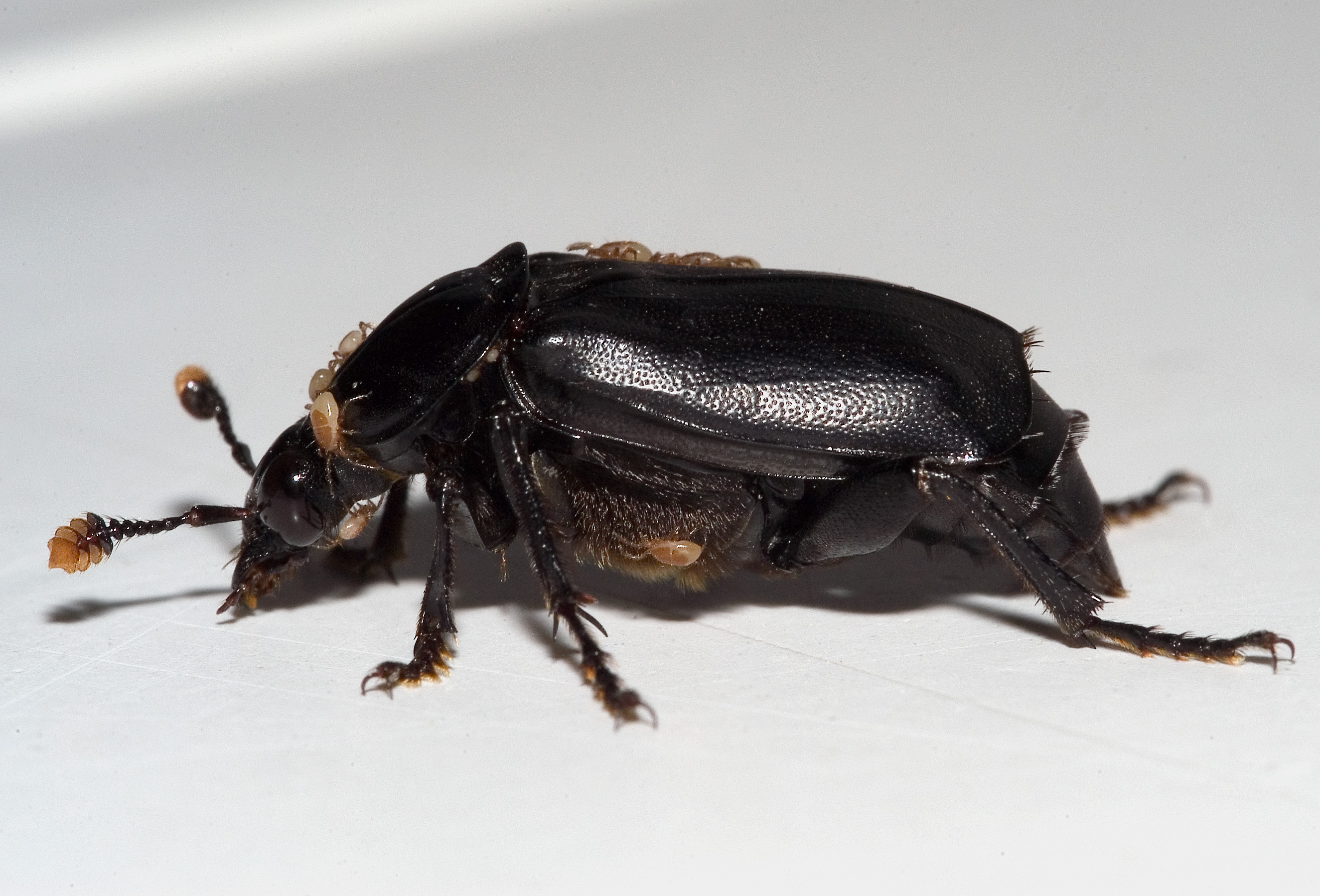
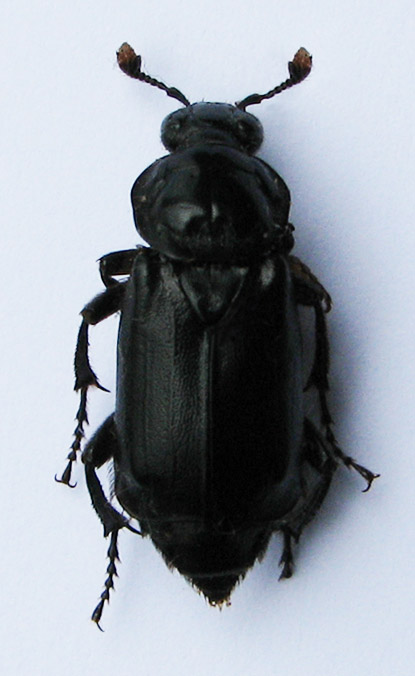
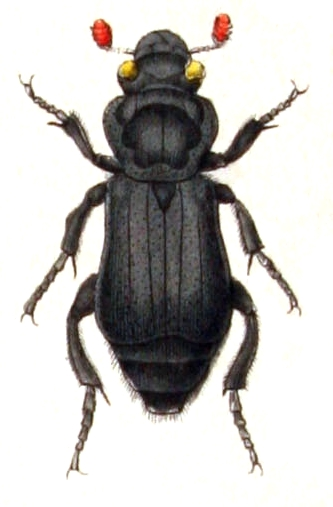